# Pactul Ribbentrop-Molotov

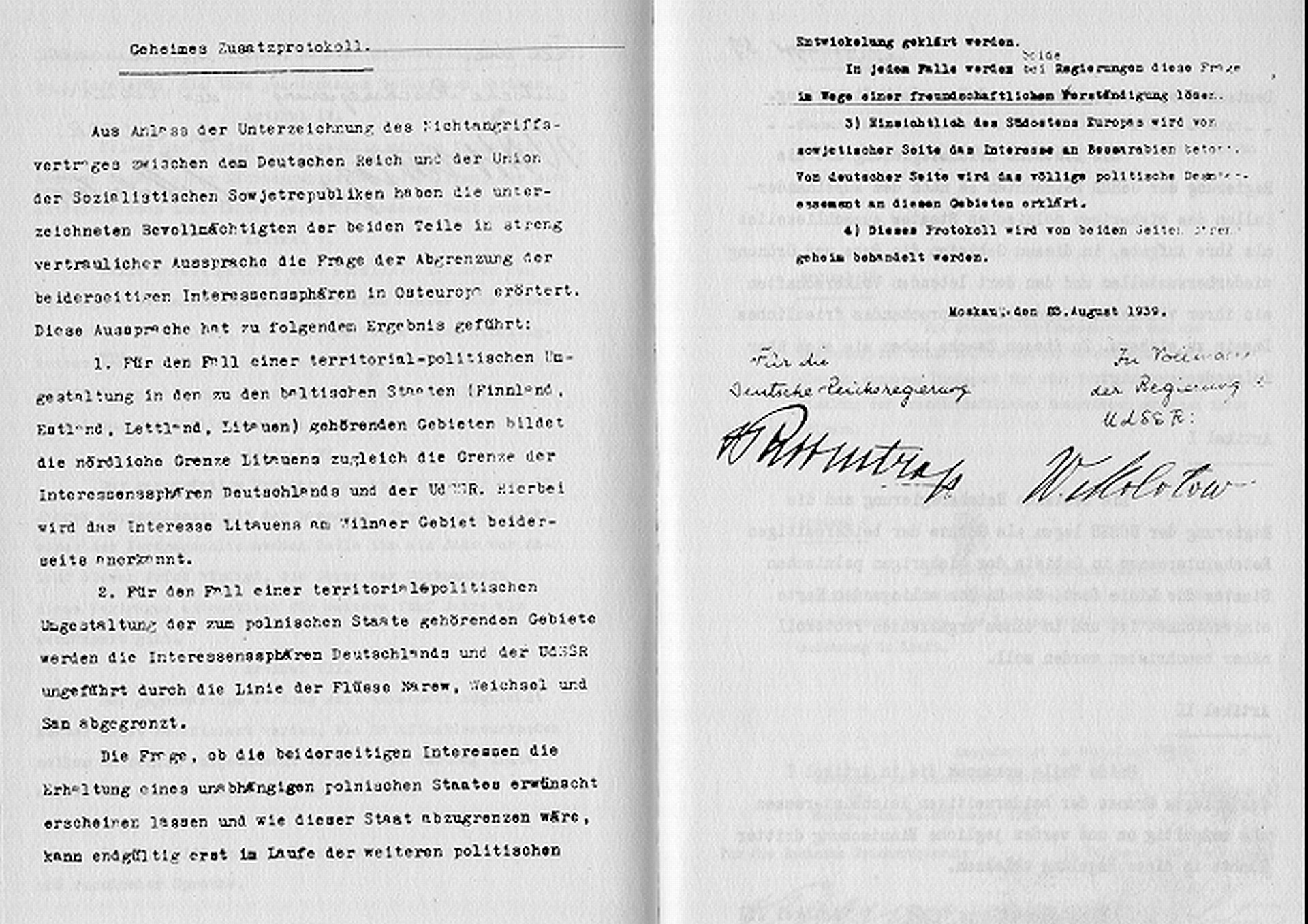
Anexa secretă a Pactul Molotov-Ribbentrop care stabilea sferele de interes germane și sovietice. Documentul este semnat de către ministrul de externe sovietic Viaceslav Molotov și ministrul de externe german Joachim von Ribbentrop, în prezența lui Stalin

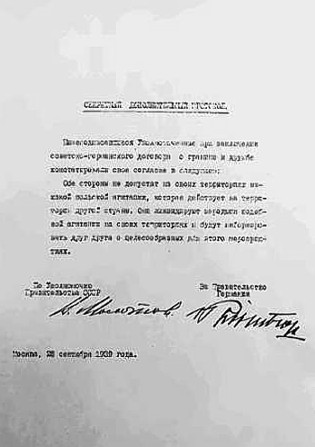
Protocolul secret de la a doua semnare a Pactului germano-sovietic Ribentropp-Molotov în 28 septembrie 1939 - Tratatul privind frontierele și de prietenie. Fotografie din 1946 de origine germană (Documente folosite în Procesele de la Nürnberg de către apărarea germană a lui Ribentropp și Goring)

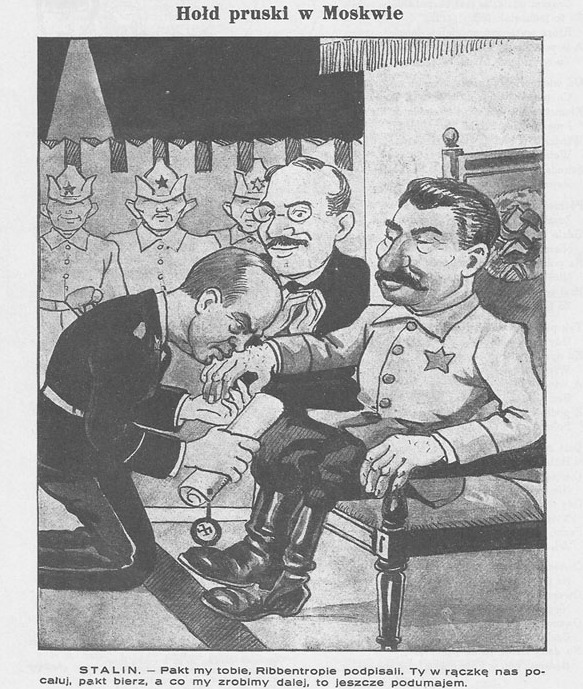
Caricatură poloneză în care Ribbentrop îi pupă mâna lui Stalin în fața lui Molotov care aplaudă.

Pactul Ribbentrop-Molotov, cunoscut și ca Pactul Stalin-Hitler, a fost un tratat de neagresiune încheiat între Uniunea Sovietică și Germania nazistă, semnat la Moscova, la 23 august 1939 de șeful guvernului și ministrul de externe a URSS Viaceslav Molotov și ministrul de externe german Joachim von Ribbentrop, în prezența lui Stalin.
Scopul declarat al acestui pact era, din punctul de vedere oficial al Germaniei, ca cel de-al Treilea Reich să-și asigure flancul estic în perspectiva iminentei invadări a Poloniei, petrecută, de altfel, cu o săptămână mai târziu, la 1 septembrie 1939. Pe de altă parte, Uniunea Sovietică voia să câștige timp, să prevină temporar o invazie germană, întrucât Armata Roșie avea prea puțini ofițeri superiori, după executarea multora dintre ei din ordinul lui Stalin, în frunte cu mareșalul Tuhacevski, sub pretextul unui complot imaginar. În fapt au fost executați mai puțin de 5000 de ofițeri superiori, majoritatea dintre ei fiind "revoluționari de meserie" fără nici o calificare civilă sau militară. Cifra de 40.000 de ofițeri uciși vehiculata, și dacă  ar fi reală reprezinta un număr infim pe lângă numărul armatei ruse 100 de divizii până în 1939 și 300 de divizii la 1941. Este de menționat că după 1936 s-au înființat noi școli de ofițeri (în jur de 100) care erau mult mai bine pregătiți, înțelegând noile tipuri de arme și război. Putem vorbi de o ridicare a calității corpului ofițerilor și nu de o decădere a lui. Printre cei anchetați/maltratați s-a aflat inclusiv Konstantin Rokossovsky, care a rezistat anchetei și procesului mascarada. În realitate, ambele țări agresoare voiau să se asigure, cel puțin oficial, că vor avea spatele „acoperit” în procesul expansionist de împărțire în două a ceea ce rămăsese neocupat și/sau neîmpărțit din Europa. Cruzimea și cinismul celor doi dictatori, Hitler și Stalin, s-au repercutat timp îndelungat, prelungind cel de-al Doilea Război Mondial cu Războiul Rece și cu scindarea Europei în două prin Cortina de fier între anii 1945-1989. În acești 45 de ani, Europa Occidentală a progresat prin practicarea democrației și a economiei libere în toate țările aflate la vest de Cortina de fier, în timp ce Europa de est, aflată la est de Cortina de fier, a avut parte de regimuri totalitare mai dure sau mai puțin dure, dar toate aservite Kremlinului, și cu economii centralizate, de stat.

## Detalii
Momentul semnării este descris de istoricul Paul Johnson astfel: 
| “ | Măcelarii Europei, amețiți de băutură, își jucau rolurile, îmbrățișându-se cu tandrețe și clătinându-se pe picioare. În întregime, ei se înfățișau ca un grup de gangsteri rivali, care avuseseră și înainte de împărțit ceva, și acum puteau să o ia de la capăt, fiind profesioniști ai acelorași afaceri. | ” |

Cu ocazia semnării tratatului de neagresiune din 1939 dintre Germania și URSS, semnatarii plenipotențiari au discutat în cadrul unor convorbiri strict confidențiale problema delimitării sferelor de interese în Europa răsăriteană. Convorbirile au dus la următorul rezultat, o înțelegere expansionistă secretă:

### Protocolul adițional secret (nepublicat)
Textul primului protocol (datat 23 august 1939) este
Cu ocazia semnării unui pact de neagresiune între Germania și Uniunea Republicilor Socialiste Sovietice, plenipotențiarii subsemnați ai ambelor părți au discutat într-un mod strict confidențial problema delimitării sferelor intereselor reciproce din Europa de Est. Această discuție a condus la următorul rezultat.
1. În cazul unei reorganizări teritoriale și politice a regiunilor care fac parte din statele baltice (Finlanda, Estonia, Letonia, Lituania), granița de nord a Lituaniei este în același timp granița sferelor de interese ale Germaniei și URSS. În același timp, interesele Lituaniei în raport cu regiunea Vilna sunt recunoscute de ambele părți.
2. În cazul unei reorganizări teritoriale și politice a regiunilor care alcătuiesc statul polonez, granița sferelor de interese ale Germaniei și URSS va trece aproximativ de-a lungul râurilor Narev, Vistula și San.
Problema dacă este în interes reciproc să se păstreze un stat polonez independent și care vor fi granițele acestui stat, poate fi în cele din urmă clarificată numai în cursul dezvoltării politice ulterioare.
În orice caz, ambele guverne vor rezolva această problemă printr-un acord amical reciproc.
3.  În ceea ce privește sud-estul Europei, partea sovietică subliniază interesul URSS pentru Basarabia. Partea germană își declară dezinteresul politic complet față de aceste regiuni.
4.  Acest protocol va fi păstrat în cel mai strict secret de ambele părți.
Articolul 3 al protocolului stipula: „Referitor la Europa de sud-est, din partea sovietică este subliniat interesul pentru Basarabia. Partea germană își declară totalul dezinteres politic față de aceste regiuni”. Formularea ambiguă a articolului (prin expresia  „aceste regiuni”) lasă să se înțeleagă că Germania își exprimă totalul dezinteres politic pentru întreg sud-estul Europei, formulare care a fost intenționată, după cum va arăta la 24 iunie 1940 Ribbbentrop.

### Teoria „spațiului vital” și cea a „revoluției mondiale”
Semnarea Pactului și aplicarea lui a avut grave repercusiuni asupra lumii. A început Al Doilea Război Mondial, cu un tribut de sânge nemaiîntâlnit în istorie, cu distrugeri irecuperabile ale unor valori universale, cu suferințe inimaginabile, cu pârjolirea unor întinse teritorii din Europa, Asia și Africa, cu desființarea unor state și uciderea în masă a unor populații nevinovate. Hitler și-a dorit războiul pentru obținerea așa-zisului spațiu vital („Lebensraum”), a supremației în Europa și dincolo de hotarele acestui continent. Stalin l-a vrut și el pentru declanșarea utopicei revoluții comuniste mondiale, asemănător acelui spațiu vital german. Deosebirile ideologice n-au constituit un obstacol în calea apropierii celor două regimuri politice, deși anterior încheierii pactului, URSS și Germania nazistă se criticaseră reciproc cu vehemență.
Între cei doi dictatori – Stalin și Hitler – a existat o stranie fascinație reciprocă, deși, la nivelul propagandei, regimurile lor s-au criticat cu înverșunare. Dacă însă regimul lui Hitler se manifesta direct față de obiectivele sale, Stalin avea asociată Internaționala a III-a Comunistă. Internaționala, deși obedientă față de Partidul Comunist al Uniunii Sovietice și de guvernul de la Kremlin, era portița prin care încerca să-și ascundă reala sa politică externă. Stalin afirma mereu că politica guvernului este una și cea a Internaționalei este alta, când, în realitate, între cele două organisme nu era nici o deosebire privind intenția declanșării revoluției comuniste mondiale.
Regimurile instaurate în Rusia sovietică și în Germania național-socialistă erau, în general, antidemocratice, dictatoriale și totodată erau în particular, ostile regimurilor democratice din Occident. O motivație a apropierii dintre cele două regimuri totalitare este însuși Tratatul de pace de la Versailles, atât Germania fascistă, cât și Rusia sovietică considerându-se victime ale tratatului.

Documentele existente atestă că, în anii 1934–1936, Stalin sprijinea ideea unei apropieri și chiar a realizării unui acord cu Hitler. O cale pentru netezirea relațiilor bilaterale mai strânse a fost oferită de existența ca stat a Poloniei. Polonia renăscuse, în urma primului război mondial, după mai bine de 100 de ani de ocupație ruso-austro-germană. Din punct de vedere geografic, Polonia devenise stat tampon între Rusia și Germania.
Inițiatorul unei apropieri germano-sovietice a fost ministrul de externe german Joachim von Ribbentrop. Propunerile lui, acceptate de Hitler, au avut ecou la Moscova. Ca urmare, puterile occidentale au fost criticate aspru și etichetate drept „instigatoare la și profitoare de război”.
Apropierea sovieto-germană din 1939 era urmarea unei conjuncturi favorabile statelor totalitare. Pentru Stalin, orientarea spre Hitler nu a fost determinată de doctrină, ci de considerente de circumstanță. Stalin se vedea în postura de realizator al vechiului Imperiu Rus, fapt care i-a umplut toată viața. Duplicitatea a fost caracteristica dominantă a tratativelor sovieto-germane; sovieticii tratau și cu Franța și Anglia – o măsură de prevedere pentru a evita izolarea în fața unei eventuale agresiuni germane. Pe de altă parte, diplomația nazistă tatona constant posibilitatea unei înțelegeri separate cu Marea Britanie și o reușită ar fi contracarat eșecul lui Ribbentrop la Moscova.

#### 1942, relația de front între germani și aliații lor
În august 1942 s-au adăugat și sincopele primare la membrii familiei româno-germane în faza operativă de armată. Fragmentarea uimitoarelor gadgeturi românești și subordonarea directă a unităților germane au nemulțumit Cartierului General Român, care a considerat că „acest exercițiu are un impact distructiv atât asupra moralului comandanților, cât și asupra moralului trupelor. Tot prin această practică, comandanții români nu pot fi familiarizați cu obligația pe câmpul de luptă și nici nu pot fi trași la răspundere, din cauza faptului că alții (germani) intervin în practica executării și controlului operațiunilor lor. În realitate, încercările lui Hitler de a ridica valoarea gadgeturilor aliate (împreună cu românii) în ochii comandanților săi, au lovit un zid de neîncredere. În cartea sa electronică despre Stalingrad, istoricul Antony Beevor subliniază opinia feldmareșalului german von Rundstedt în acest „militar al Societății Națiunilor”, opinie care a devenit împărtășită cu ajutorul majorității copleșitoare a oficialilor germani. Pentru el, italienii erau „oameni îngrozitori”, infanteriștii și ofițerii români – „peste orice descriere”, iar ungurii „cel mai bine doreau să se îndrepte mai repede acasă”. Cele mai la îndemână excepții văzute au fost slovacii, „uimitoare, foarte modeste” și trupele românești de vânători de munte, ceea ce îndulcește amărăciunea acestei păreri, acum nu prea măgulitoare pentru aliații Germaniei. Dincolo de aroganța cu care se exprima opinia, ea corespundea totuși, binecunoscut, faptului. Iar ocaziile nu mai puteau transmite niciun schimb de opinii. În toamna anului 1942, lucrurile ar putea avea o schimbare bruscă pentru Frontul de Est pentru Germania și aliații săi. Totuși, adevărata realitate este că armata germană a trădat toate tratatele și acordurile semnate cu România, în urma P.C. germano-sovietic.

## Urmări
Consecințele Pactului Molotov-Ribbentrop (sau Ribbentrop-Molotov) au fost practic continuate de Pactul Churchill-Roosevelt-Stalin, care a propus la sfârșitul celui de-Al Doilea Război Mondial, în 1945, o nouă diviziune a sferelor de influență în Europa, vestul urmând a se afla sub influența Statelor Unite ale Americii (SUA), iar estul sub influența Uniunii Sovietice (URSS).
Prin urmare, atâta timp cât dimensiunea criminală a alianței dintre Stalin și Hitler nu va fi clar stabilită și recunoscută - mai cu seamă de către Rusia- , cicatricile pe care aceasta le-a format pe corpul Europei nu se vor vindeca, iar reunificarea europeană va fi lipsită de un fundament solid: adevărul cu privire la crimele comise împotriva păcii și a umanității, singurul care poate asigura reunirea spiritelor și a inimilor.
Adesea se susține că, dacă acest pact nu ar fi existat, cel de-Al Doilea Război Mondial ar fi fost terminat mult mai curând sau poate chiar nici nu ar fi avut loc.